# Tinqueux
Tinqueux  là một xã thuộc tỉnh Marne trong vùng Grand Est đông bắc nước Pháp. Xã này nằm ở khu vực có độ cao trung bình 78 mét trên mực nước biển.